# عملية غيتار بوي
عملية غيتار بوي (بالإنجليزية: Operation Guitar Boy)‏ هي الاسم الرمزي لمحاولة انقلاب حدثت في 17 أبريل 1967 في غانا من قبل مجموعة من صغار الضباط في القوات المسلحة الغانية. على الرغم من عدم نجاحه، فقد أدى الانقلاب إلى اغتيال الفريق إيمانويل كواسي كوتوكا، رئيس أركان الدفاع الغاني.

## خلفية
في 24 فبراير 1966، وقع انقلاب عسكري، حيث أطاح الجيش الغاني بحكومة حزب المؤتمر الشعبي (CPP) في أول رئيس لجمهورية غانا، كوامي نكروما. أطلقت الحكومة العسكرية الحاكمة على نفسها اسم مجلس التحرير الوطني. وكان كوتوكا، بصفته ضابطًا عامًا لقيادة القوات المسلحة الغانية، شخصية رئيسية في المجلس.

## غيتار بوي
تم التحريض على محاولة الانقلاب المضاد ضد مجلس التحرير الوطني من قبل ثلاثة ضباط صغار من القوات المسلحة الغانية: الملازم صموئيل آرثر، والملازم موسى يبواه، والملازم الثاني أوسي بوكو. بدعم من العديد من كبار الضباط، بما في ذلك ضابط الصف جورج أوفوسو، و119 جنديًا من فوج الاستطلاع الثاني، تآمر الانقلابيون للإطاحة بحكومة التحرير الوطني.
سميت العملية «غيتار بوي»، على اسم أغنية شهيرة للموسيقي النيجيري فيكتور أويفو (Victor Uwaifo)، حيث تتحدث عن آلهة المياه في غرب إفريقيا مامي واتا، التي تُعطي غيتارًا من أجل تأليف موسيقى جيدة. بعد محاولة الانقلاب، تم منع "Guitar Boy" من قبل جلس التحرير الوطني من البث الإذاعي في غانا.
أطلق الرصاص على الفريق كوتوكا وقتل على يد الملازم يبواه في مطار غانا الدولي. تم تغيير اسم المطار لاحقًا إلى مطار كوتوكا الدولي تكريماً للجنرال، والموقع الذي قُتل فيه يضم الآن تمثالًا تذكاريًا بالحجم الطبيعي.
حاول الملازم آرثر الوصول إلى مستودع الذخيرة الخاص بفوج الاستطلاع الأول. في صراع على المفاتيح، قُتل الكابتن أفيفور، مسؤول الإمداد بالمستودع.
لدورهم في القتل، تم إعدام يبواه وآرثر رمياً بالرصاص في ميدان عسكري بالقرب من شاطئ لبدي. المتآمر الآخر، أوسي بوكو، حُكم عليه بالسجن لمدة ثلاثين عامًا، كما تلقى أعضاء الفوج الآخرون أحكامًا بالسجن.

## بعد الانقلاب
على الرغم من أن انقلاب غيتار بوي لم ينجح في النهاية، إلا أنه ام اعتباره قد أدى في النهاية إلى سقوط حكومة مجلس التحرير الوطني، بسبب الانقسامات المتزايدة الناجمة عن اغتيال كوتوكا الذي أثّر على استقرار الحكومة العسكرية.
زعم بعض أتباع نكروما أن الانقلاب الفاشل الذي قام به آرثر كان يهدف إلى استعادة الرئيس المخلوع كوامي نكروما وحزبه الشعبي في المؤتمر. ومع ذلك، فإن سيرة أوفوسو أبياه (Ofosu-Appiah) عن كوتوكا تشير إلى شيء مختلف، فقد ورد أن آرثر قال إنه يريد أن يكون أول تابع ينظم انقلابًا عسكريًا ناجحًا في إفريقيا (حياة كوتوكا، ص 117-137).